# Amalia Abad Casasempere
Amalia Abad Casasempere (Alicante, 11 de dezembro de 1897 - Alicante, 21 de setembro de 1936) foi uma mártir católica, morta durante a Guerra Civil Espanhola.
Viúva, mãe de duas filhas, foi muito ativa no serviço religioso, chegando a esconder duas religiosas em sua casa, durante o período de perseguição. Foi, por isto, presa e assassinada pelos milicianos, sendo beatificada pelo papa João Paulo II em 11 de março de 2001 juntamente com 232 outros mártires da Guerra Civil.